# لپپی
لُپْپی (فنلاندی: [ˈlop:i]; سوئدی: Loppis) یک شهرداری یک زبانه (فنلاندی زبان) در بخشی از منطقه تاواستیای اصلی است که در حدود ۵۰ کیلومتری (حدود ۳۰ مایل) جنوب شهر همن‌لینا در استان فنلاند جنوبی واقع شده‌است.
لُپْپی در سال ۱۶۳۲ تأسیس شد. این شهرداری دارای ۷۷۹۰ نفر جمعیت و مساحت آن  ۶۵۵٫۹۸ کیلومتر مربع (۲۵۳٫۲۸ مایل مربع) است که ۵۹۷٫۶۲ کیلومتر مربع (۲۳۰٫۷۴ مایل مربع) آن را آب فراگرفته است. تراکم جمعیت ۱۳٫۸۳ ساکن در هر کیلومتر مربع (۳۵٫۸ ساکن در هر مایل مربع) است.
مهمترین شهرداری‌های همسایه هووینکه، کارکیلا و ریهی‌مکی هستند. مهم‌ترین راه ارتباطی اصلی برای رسیدن از لُپْپی به ریهی‌مکی جاده ملی ۵۴ است که بین تاملا و هولولا امتداد دارد و به بزرگراه ۳ (جاده ئی۱۲ اروپا) بین هلسینکی و تامپره متصل است. یکی دیگر از اتصالات جاده‌ای قابل توجه در مسیر هلسینکی، جاده منطقه ای ۱۳۲ است که از شهرداری نورمیاروی می‌گذرد.

## پیشینه
موضوع نشان شهرداری، جایی که نماد آهن در یک صفحه موجی فرورفته است، به برداشتن سنگ آهن لیمونیت از دریاچه منطقه در دوره اولیه اشاره دارد.
طبق فولکلور محلی، در زمان‌های قدیم در لُپْپی یک شیطان غول پیکر زندگی می‌کرد. هنگامی که کلیسای سنت بریجت، در قرن هفدهم ساخته شد، شیطان سعی کرد در ساخت و ساز اختلال ایجاد کند چون با به صدا درآمدن ناقوس‌های کلیسا خشمگین می‌شد. شیطان سعی کرد برج ناقوس کلیسا را خراب کند و سنگ بزرگی به سمت آن پرتاب کرد. اما سنگ عظیم در دریاچه لوپْپارْوی فرود آمد و فاجعه‌ای به همراه آورد: گاوها بیمار شدند و حیوانات مردند. روستائیان دست بکار شدند و سنگ را از آب خارج کرده و بر روی تپه قرار دادند و این کار موجب آسودگی و راحتی ساکنان از شر شیطان شد.
لُپْپی به ویژه برای کشت سیب زمینی خود شناخته شده‌است، یک غذای ساده ترکیب شده از سیب‌زمینی شیرین شده و سس گوشت، غذای سنتی منطقه لوپی در دهه ۱۹۸۰ نامگذاری شد.

## جاذبه‌های گردشگری
کلیسای سینت بریجیت در لپپی واقع شده‌است. معمولاً آن را سانتا پیریو می‌نامند، پیریو به فنلاندی همنام برگیتا است. این کلیسا یکی از قدیمی‌ترین کلیساهای چوبی فنلاند است که حدود ۳۰۰ سال قدمت دارد.
کلبه شکار مارشال مانرهیم به نام " کابین مارشال " (به زبان فنلاندی Marskin Maja) در سال ۱۹۴۲ در طول جنگ پس‌آیند دار از کارلیا به لپپی منتقل شد. این کلبه در کنار دریاچه پونلیا قرار دارد و امروزه به عنوان یک رستوران و موزه فعالیت می‌کند.
پایگاه هوایی رئوسکله در لپپی واقع شده‌است.